# Arriva
A Arriva Plc é um grupo britânico e uma subsidiária da Deutsche Bahn, sendo que a partir de 2024 passará a fazer parte do grupo de investimento americano Squared Capital. O grupo é especializado em transportes públicos, possuindo participações em empresas deste ramo em 10 países da Europa.
Em Dezembro de 2021, a empresa anunciou a saída de Portugal, tendo em 2023 terminado a venda dos seus ativos.
A Arriva opera cerca de 12 600 autocarros e 565 comboios em 10 países Europeus. É um dos maiores fornecedores de transporte de passageiros na Europa, empregando mais de 34 600 pessoas e registando mais de 1,5 mil milhões de viagens todos os anos.

## Em Portugal
No ano 2000, as empresas Abílio da Costa Moreira e Companhia, S.A. (de Vila Nova de Famalicão), e Ami – Transportes, S.A. foram adquiridos pela inglesa Arriva PLC. Permitindo que os utentes de autocarros da zona do Ave tivessem um único passe para as várias transportadoras.
O investimento no transporte público não ficara pelo norte do país e em 2002 adquiriu 51% da TST - Transportes Sul do Tejo ao Grupo Barraqueiro, tendo em Junho de 2003 aquirido os restantes 49%. Já em 2004 a empresa tentou a fusão com o Grupo Barraqueiro, dono da empresa férroviaria Fertagus, porém o negócio acabou por ser chumbado pela autoridade da concorrência, uma vez que o grupo TST competia diretamente com a Fertagus no transporte de passageiros na grande Lisboa.
Em 2006 acabara por adquirir 21,5% do Grupo Barraqueiro, tendo aumentado a sua participação para 31,5% em 2008.
No final de 2021, a Arriva anunciou a saída do mercado português, começando por terminar as operações no norte do país. Em 2023, a Arriva vendeu a sua participação no Grupo Barraqueiro; já em Agosto os Transportes Sul do Tejo, passaram a fazer parte do grupo Isrealita Dan.
Em dados de 2022, a Arriva Portugal regista uma frota histórica de 567 veículos, dos quais zero se encontram operacionais em seu nome — fruto do abondono da marca própria.